# Janis Martin
Janis Martin   (comtat de Pittsylvania, 27 de març de 1940 - Durham, 3 de setembre de 2007) fou una cantant estatunidenca de rockabilly.
Va ser una de les poques dones dedicades al rock and roll, dominat pels homes durant la dècada de 1950, i una de les primeres dones innovadores de la música country. Martin va ser sobrenomenada l'Elvis femenina pels seus moviments de ball a l'escenari, similars als d'Elvis Presley.

## Primers anys
Janis Martin, una de les pioneres del rockabilly, va néixer a Sutherlin, Virgínia, a l'est de Danville. El seu pare i el seu oncle eren músics. Abans dels sis anys, Janis Martin ja estava cantant i tocant la guitarra, inspirada en Eddy Arnold i Hank Williams. Amb els anys, això va donar lloc a concursos radiofònics a tot l'estat, que va guanyar. Encara no havia fet els 15 anys i Janis Martin ja havia compartit escenari amb artistes country de la talla de Cowboy Copas, la família Carter, Sonny James, Sunshine Sue, Arnold, Hank Snow, The Browns i Jim Reeves. Janis Martin va actuar a la radio WDVA Barn Dance de Danville i Old Dominion Barn Dance de Richmond (que sortia cada dissabte a la nit a la cadena CBS). Però Janis Martin estava en el món del country empesa per la seva mare. Aviat es va cansar de la música country i va canviar al rock and roll.

## Carrera
El locutor de radio de WRVA, Carl Stutz, va escriure una cançó titulada "Will You Willyum", i va demanar a Martin que la cantés en directe a l'escenari aquell dissabte a la nit perquè pogués fer una cinta de demo i enviar-la a la seva editorial a Nova York. Stutz va oferir "Will You Willyum" a Steve Sholes, un productor de RCA Victor. A RCA li va agradar el que escoltava i Stutz va preguntar a Sholes tenia un artista per gravar-lo. Pel que sembla, Sholes va respondre "Bé, qui és la noia que fa la demostració?" Una setmana més tard del directe de Janis Martin, Stutz la trucaba per dir-li que RCA Victor estava interessada a gravar "Will You Willyum".
El 7 de gener de 1956, Martin va fugir i es va casar amb el seu xicot, un paracaigudista. Ho va explicar als seus pares després que el seu marit fos enviat a Alemanya. El seu pare va intentar anul·lar el casament perquè ella només tenia 15 anys. Finalment, l'assumpte es va deixar córrer, però la mare de Janis li va ordenar que mantingués el seu matrimoni en secret per salvaguardar la seva carrera.
Al març del 56 Janis Martin va signar amb RCA Victor, només dos mesos després que Elvis Presley s'unís al segell. Va gravar "Will You Willyum" el 8 de març de 1956, a la cara B va gravar la seva pròpia composició "Drugstore Rock 'n Roll". El disc es va convertir en el major èxit de la seva carrera, venent 750.000 còpies. Janis Martin va triomfar a tots els festivals i programes més importants com el American Bandstand, The Today Show i Tonight Starring Steve Allen, el Jubilee USA i al Grand Ole Opry de Nashville, Tennessee, convertint-se en una de les intèrprets més joves en sortir-hi. La revista Billboard la va nomenar la vocalista femenina més prometedora aquell any.
Els de RCA van quedar tan impressionats amb la presència a l'escenari de Martin que la van batejar com l'Elvis femenina i així la publicitaven, amb el permís d’Elvis per utilitzar el seu nom. Elvis Presley li va enviar una dotzena de roses vermelles quan va aparèixer a la convenció de RCA Victor a Miami, Florida.
El coronel Tom Parker, mànager d'Elvis, es va oferir a fer-se càrrec de la seva gestió en veure el potencial d'un projecte amb "noi i noia" d'èxit. Poc abans, a causa del seu programa de gires extremadament exigent, Elvis s'havia ensorrat dalt d'un escenari a Nova York a causa de l'esgotament. Salvaguardant la jove Janis Martin d'això, els seus pares van decidir no acceptar l'oferta de Parker i, en canvi, anar-se'n als espectacles de Old Dominion.
A Janis no l'entusiasmava ser l’Elvis femenina. El públic esperava moviments de malucs com els d’Elvis, però ella estava cansada de que li diguessin que era vulgar. En una entrevista anys després a Janis Martin deia “Era una època on les noies tenien l’obligació de ser atractives, però alhora havien de ser molt decents”.
RCA va escollir Janis Martin per fer una gira com a membre del programa de Jim Reeves i va continuar gravant material de rock’n’roll i country que va acabar tenint èxit a les dues llistes, incloent "My Boy Elvis", "Let's Elope Baby", la seva versió de la cançó de Roy Orbison "Ooby Dooby" i "Love Me to Pieces".
El 1957 va seguir gravant cançons com “Two Long Years”, “Love Me To Pieces” o “All Right Baby”. Alternava el country i el rockabilly.
Però va aconseguir més èxit a Europa, sobretot a Anglaterra, on els ritmes de música negra (el Rock’n’Roll era una evolució del Rythmn’ Blues) no causaven sorpresa com als Estats Units.
Janis va fer una gira a Europa amb Jim Reeves, el pianista Del Wood "Down Yonder", The Browns i Hank Locklin. El seu marit va obtenir un permís de 30 dies i va marxar amb ella a la carretera, cosa que va provocar que es quedés embarassada del seu fill Kevin. L'embaràs d'adolescent de Martin va fer que RCA Victor l'abandonés el 1958. Tot i que van pressionar-la per que avortés, Janis no va voler. Va gravar una última cançó amb RCA Victor, “Cracker Jack” i després la van despedir.
Probablement va ser durant aquest període quan es va publicar a Sud Àfrica un àlbum LP de 10" titulat Janis and Elvis. Aquest va ser retirat immediatament a petició dels EUA perquè suggeria la idea que el dos intèrprets estaven cantant junts.
Als 20 anys es va separar del seu marit.
Tot i que King Records i Decca Records estaven interessats en ella, va signar amb el segell belga Palette el 1960 on va gravar alguns singles excel·lents com “Hard Times Ahead”, Teen Street”, Here Today and Gone Tomorrow”, però als Estats Units no van tenir gaire repercussió.
El grup rockabilly The Rock-A-Teens li va dedicar la cançó “Janis Will Rock”.
El seu segon marit, que en principi la va acompanyar a algunes gires, li va exigir que abandonés el negoci de la música, i així ho va fer durant una dècada.

## Ressorgiment del Rockabilly
Als anys 70, després que el seu segon matrimoni fes fallida va començar a actuar de nou amb la seva banda recentment formada, Janis Martin & The Variations, amb la que va actuar en alguns concerts.
El 1975, treballava al departament de policia de Halifax, Virginia, quan l'historiador de la música, Dennis West, la va localitzar. Aleshores, Edd Bayes, un col·leccionista de discos de Maryland, la va convèncer perquè aparegués localment i expliqués la seva història a la revista Goldmine.
Al 1979 Bayes va convèncer RCA de treure quatre cançons de Martin, que després van ser publicades per Dog Gone Records el 1977. Edd Bayes va agafar una de les cançons que s'havien gravat dues vegades. ("Love Me Love") en diferents tempos i va afegir el 'cha cha' al títol.
A la dècada de 1980, aprofitant el revival rockabilly de finals dels ‘70, el segell europeu Bear Family va reunir la història discogràfica completa de Janis Martin a l'àlbum recopilatori The Female Elvis. Des de principis de la dècada de 1980, Janis va començar a actuar de nou en festivals de Rockabilly arreu d'Europa i els Estats Units. Un dels seus espectacles en directe es va publicar en un CD anomenat Here I Am a Hydra Records.
El 1995, Rosie Flores la va convèncer per cantar en el seu àlbum Rockabilly Filly per a Hightone Record. El que les va portar a gravar el disc conjuntament..
Flores va gravar un altre àlbum amb Janis Martin sis mesos abans de la seva mort, però no es va publicar fins al 18 de setembre de 2012, cinc anys després, com a The Blanco Sessions.

## Mort
Va morir de càncer el 3 de setembre de 2007 als 67 anys al centre mèdic de la universitat de Duke a Durham, Carolina del Nord. El seu únic fill, Kevin Parton, havia mort aquell gener.